# Regina Spektor
Regina Iljinyicsna Spektor (oroszul: Реги́на Ильи́нична Спе́ктор), (Moszkva, 1980. február 18.) orosz származású amerikai énekes-dalszerző és zongorista. Zenéje a New York-i East Village anti-folk hagyományaihoz kötődik.

## Korai évek
Spektor 1980-ban született Moszkvában, egy orosz-zsidó zenészcsaládba. Édesapja, Ilya Spektor fényképész és amatőr hegedűjátékos. Édesanyja, Bella Spektor a Szovjetunióban egy zenei főiskolán oktatott, ma pedig egy általános iskolában tanít a New York-i Mount Vernonban. Van egy öccse, Boruch (becenevén Medve), aki szerepelt Spektor 2004-es Soviet Kitsch című albumának hetedik számában, a Whisperben.
Már Moszkvában megtanult zongorázni egy nagyapjától örökölt Petrof-pianínón. Gyerekkorában komolyzenét és híres orosz bárdok, úgy mint Vlagyimir Szemjonovics Viszockij és Bulat Salvovics Okudzsava dalait hallgatta. Apjának sikerült felvételeket szerezni Kelet-Európa más országaiból, illetve kazettákat is cserélgetett barátaival, így Spektor megismerkedhetett olyan rock-and-roll együttesekkel is, mint a Beatles, a Queen vagy a Moody Blues. 1989-ben, amikor Regina kilenc és fél éves volt, a család elhagyta a Szovjetuniót – ez már a peresztrojka időszaka volt, amikor engedélyezték az emigrációt. Reginának a zongoráját is maga mögött kellett hagyni. Zenei tanulmányainak komolysága miatt ugyan felmerült, hogy a Szovjetunióban maradnak, de végül inkább az emigráció mellett döntöttek a zsidókkal szembeni etnikai és politikai diszkrimináció miatt. Spektor folyékonyan beszél oroszul és héberül is olvas, orosz származása előtt pedig többször lerótta tiszteletét: az Après Moi című dalában a Február című Paszternak-versből idéz, és egyszer úgy nyilatkozott, „mélyen kötődöm a nyelvhez és a kultúrához”.
Először Ausztriába, majd Olaszországba utaztak, végül a HIAS nevű, zsidó immigránsoknak segítséget nyújtó szervezet révén bebocsátást nyertek az Egyesült Államokba. A Bronxban telepedtek le, ahol Spektor elvégezte a SAR Academyt, később pedig New Jersey-ben fejezte be középiskolai tanulmányait.

## Karrier
New Yorkban a Manhattan School of Music tanárával, Sonia Vargas-szal tanult klasszikus zongorát 17 éves koráig. Bár a család nem hozhatta magával a zongorát Oroszországból, de Spektor talált egyet a zsinagógájuk alagsorában, amin gyakorolhatott, és e célra kihasználta az asztallapokat és más kemény felületeket is.
Spektort eredetileg csak a komolyzene érdekelte, de később megtetszett neki a hiphop, a rock, és a punk is. Otthon sokszor kitalált magának dalokat, de csak akkor kezdte komolyabban érdekelni a dalszerzés, amikor tindézserkorában egy Izraelben tett kirándulás alatt a társai figyelmét is felhívta magára e képességével, és felismerte, hogy tehetsége van a dalíráshoz.
Az izraeli utat követően megismerkedett Joni Michellel, Ani DiFrancóval, és más énekes-dalszerzőkkel, akik megerősítették benne, hogy akár ő is szerezhet saját dalokat. Első a cappella dalait 16 éves kora körül írta, amiket 18 éves kora körül kezdett zongorán kísérni.
Spektor három év alatt elvégzett egy négyéves stúdió-zeneszerzési kurzust a Purchase College-i Conservatory of Musicban, ahol 2001-ben jelesre diplomázott. Ez idő tájt rövid ideig egy pillangótenyészeten is dolgozott a wisconsini Luckban, és a londoni Tottenhamben is tanult egy félévet.

### 2001–2006: Kezdetek
Az énekesnő fokozatosan tett szert ismertségre, New York belvárosának anti-folk köreiben fellépve, gyakran a dobos, Anders Griffen oldalán, olyan helyszíneken, mint az East Village-i SideWalk Cafe, vagy a Living Room. Helyi főiskolák (mint a Sarah Lawrence College) koncertjein is részt vett más zenészekkel, köztük a Trachtenburg Family Slideshow Players-zel. Ezeken a fellépéseken kezdte el árulni saját kiadású lemezeit: a 11:11-et (2001) és a Songst (2002). 2004-ben szerződést kötött a Warner Brothers lemezkiadójával, a Sire Records-szal, akik kiadták Soviet Kitsch című harmadik albumát, mely a korábbi évben már saját kiadásban is megjelent.

### 2006–2009:Begin to Hope
A következő album, a Begin to Hope 2006. június 13-án jött ki. Bár 70-edikként debütált a Billboard 200-on, a Fidelity kislemez népszerűségének köszönhetően eljutott a 20. helyre, és arany minősítést kapott a RIAA-tól.
Spektor még nagyobb figyelemben részesült, amikor a Fidelityhez készült klipet két nap alatt több, mint 200 ezren nézték meg a YouTube-on.
A Sirius Radio hallgatói 2006 legjobb dalának szavazták meg a Fidelityt. 2006 vége felé a VH1 feltörekvő művészekről szóló műsorában is szerepelt. Ugyanebben az évben a Blender magazin top 100-as listáján a 33. helyet szerezte meg a Fidelityvel, és más énekesen mellett ő is kiérdemelte a "rock egyik legdögösebb nője" címet. 2007. január 21-én a CBS News Sunday Morning vendége volt.
2007. október 1-én megjelent Better című dalának videóklipje a VH1-en és a YouTube-on, ahol egy nap alatt százezres nézettséget produkált.
Spektor The Call című dala szólal fel a Narnia Krónikái: Caspian herceg című film végén.

### 2009–2012:Far
Ötödik albuma, a Far 2009. június 22-én jelent meg. Az első héten 50 ezer példányt adtak el belőle, ezzel az US Billboard 200-on megszerezte a harmadik helyet, ahol utána tizenkilenc hetet töltött. Az Egyesült Államokban a 16., Kanadában a 30. helyen debütált.
2009. szeptember 16-án bejelentették, hogy Spektor írja a Beauty című musical zenéjét, ami a Csipkerózsika modern adaptációja lett volna, és eredetileg a 2011/12-es szezonban kezdték volna játszani.
2010 májusában Spektor Obama elnök és felesége, Michelle előtt lépett fel több száz más vendég mellett a Fehér Házban a Zsidó Örökség Hónapjának tiszteletére. Az Us és a The Sword & the Pen című dalát adta elő, és álló ovációt kapott, amit Michelle Obama indított el.

### 2012–ma:What We Saw from the Cheap Seats
Hatodik albuma, a What We Saw from the Cheap Seats, 2012. május 29-én jelent meg. 
Az albumot népszerűsítve megjelent a 2012. június 7-ei The Colbert Reportban, és elénekelte a Small Town Moont.
Spektor nevéhez fűződik a You've Got Time című dal felvétele, ami a Netflix saját 2013-as sorozatának, az Orange Is the New Blacknek a főcímdala, és amiért Grammy-jelölést is kapott.

## Stílus

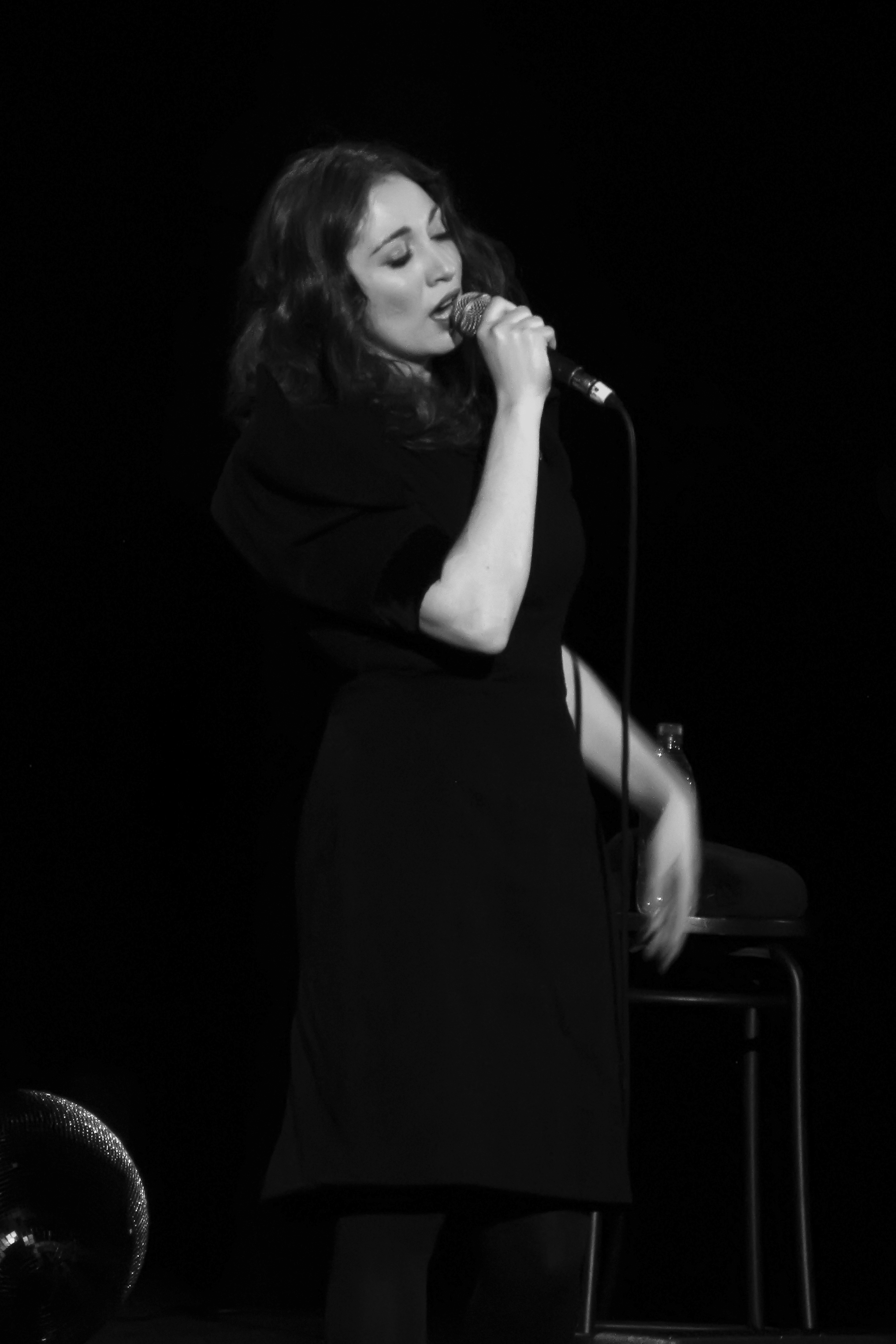
Regina Spektor 2009-ben Londonban

Spektor azt nyilatkozta, hogy rengeteg dalt szerzett már, de a legtöbbet nem szokta leírni. Azt is mondta, sosem ő akart dalokat írni, azok maguktól áramlottak őhozzá. Spektor legtöbb dala nem önéletrajzi ihletésű, inkább általa elképzelt jeleneteken és szereplőkön alapszanak. Érezhető rajtuk a folk, a punk, a rock, a zsidó és orosz zene, a hiphop, a dzsessz, és a komolyzene hatása. Saját bevallása szerint keményen dolgozik azon, hogy minden dalának saját zenei stílusa legyen, ahelyett, hogy zenéje önmagában egyfajta stílus jellegzetességeit viselje.
„Számomra nem jönnek természetesen a napló típusú dalok. Szívesen írnék olyan klasszikusokat, mint a Yesterday, de helyette inkább fura dalok jutnak eszembe húsgolyókról a hűtőben - nem tehetek róla.”
Spektornak széles hangterjedelme van, amit ki is használ. Szeret körüljárni furcsa és szokatlan vokális technikákat – van, hogy teljes versszakokat az ajkaival keltett zümmögő hangok tesznek ki, máskor a zongorán vagy egy széken veri a ritmust egy dobütővel. Stílusának másik jellegzetessége a különböző hangképzési módok, leginkább a glottális stop eltúlzása, ami jól megfigyelhető Fidelity című dalában. Bizonyos szavakat erős New York-i akcentussal ejt, amit a New York és kultúrája iránt érzett szeretetéhez köt.
Dalszövegei ugyanilyen változatosak – gyakran absztrakt narratívákat követnek, vagy egyes szám első személyű karakterrajzokra hasonlítanak, mintha megzenésített novellák vagy karcolatok lennének. Általában angolul énekel, de előfordulnak szókapcsolatok vagy akár teljes versszakok latinul, oroszul, franciául, és más nyelveken. A kiejtéssel is sokat játszik, amit egy NPR-interjúban fiatal éveinek maradványaként jellemzett, amikor úgy hallgatta a popdalokat, hogy a szöveget még nem értette. Néhány dalszövegében irodalmi utalások is szerepelnek - így jelenik meg F. Scott Fitzgerald és Ernest Hemingway a Poor Little Rich Boyban, A kis herceg a Baobabsban, Virginia Woolf és Margaret Atwood a Parisben, Ezra Pound és William Shakespeare a Pound of Fleshben, a Hamlet a Virgin Queenben, Borisz Paszternak az Après Moi-ban, Sámson és Delila története a Samsonban, az Oidipusz király az Oedipusban, Billie Holiday a Ladyben, és Edith Wharton Ethan Frome című regénye a 2.99 Cent Bluesban. Az Edit című dalában a Beatlesre és Paul McCartney-ra tesz utalást. Joni Mitchell California című dalának egy sorát felhasználja a The Devil Came to Bethlehemben. Visszatérő motívumok és témák a szerelem, a halál, a vallás (főleg bibliai és zsidó vonatkozásban), a városi élet (főleg New Yorkkal kapcsolatban), és vannak bizonyos kifejezések, amik több dalában is felbukkannak, mint a sírásók, a tudás fája vagy a Mary Ann név. Wasteside című dalában Ilf és Petrov szerzőpáros klasszikus szatírájára, a Tizenkét székre történik célzás.
Korai albumainak legtöbb dalán kevés a produceri utómunka. Ez újabb albumain a Begin to Hope-tól kezdve megváltozott, és egyre nagyobb hangsúly került a stúdióra és a pop, illetve rockzene hagyományos hangszereire. Spektor azt mondta, a legnagyobb befolyással a "bonyolult zenéjű zenekarok" munkássága van rá, és a Beatlest, Bob Dylant, Billie Holidayt, a Radioheadet, Tom Waitset és Frédéric Chopint nevezte meg fő hatásként.

## Magánélet
Spektor 2011-ben ment hozzá a szintén énekes-dalszerző Jack Dishelhez, aki korábban a Moldy Peaches nevű zenekar gitárosa volt, jelenleg pedig az Only Son együttes tagja, és a Call them Brothers című dalban duettet énekel Spektorral.
2014. január 23-án Spektor bejelentette a Facebookon, hogy terhes, és kisfiuk 2014 elején jött világra.

## Diszkográfia

### Albumok
- 2001: 11:11
- 2002: Songs
- 2004: Soviet Kitsch
- 2006: Begin to Hope
- 2009: Far
- 2012: What We Saw from the Cheap Seats
- 2016: Remember Us to Life
- 2022: Home, Before and After

## Külső hivatkozások
- Hivatalos oldal
- Regina Spektor a Facebookon
- Regina Spektor a PORT.hu-n (magyarul)
- Regina Spektor az Internet Movie Database-ben (angolul)
- Regina Spektor a Rotten Tomatoeson (angolul)